# Stafford, Oregon
Stafford là một cộng đồng chưa hợp nhất, được xếp loại là một ấp có khoảng 2.200 cư dân trong Quận Clackamas, Oregon, Hoa Kỳ. Cộng đồng này có diện tích khoảng chừng 3.900 mẫu Anh (16 km²), nằm trong một vùng gần giống như tam giác ở phía nam Lake Oswego, phía đông Tualatin và phia tây West Linn.
Theo sách Các địa danh Oregon, Stafford được George A. Steel, một nhà tiên phong nổi danh của Portland đặt tên theo thị trấn quê hương của ông là Stafford, Ohio.
Tháng 11 năm 2006, cư dân của Stafford đã bỏ phiếu với tỉ lệ 344-30 để thành lập một ấp. Đây là cộng đồng thứ hai của Oregon làm như vậy (sau Beavercreek).
Các học sinh trong vùng này đi học tại các trường trong Học khu West Linn-Wilsonville